# 谢玄
谢玄（343年—388年2月8日），字幼度，小名羯儿，因此也有人称呼他为“谢羯”或“谢遏”雅好清谈，与张玄之并称为“南北二玄”，陈郡阳夏（今河南省太康县）人，东晋大臣、名将、作家，謝安之侄，謝道韞之弟。封康樂縣公，谥献武，人稱謝献武、康乐献武公。追封车骑将军，是以又被称为“谢车骑”。

## 生平

### 家族
谢玄出生于陈郡谢氏家族，号称“诗酒风流”，父亲为安西将军谢奕，母亲阮容，乃阮籍、阮咸族人。有兄长谢寄奴、谢探远、谢渊、谢攸、谢靖、谢豁六人，弟弟谢康，姐妹谢道韫、谢道荣、谢道粲、谢道辉四人，谢玄为第七子。其中，谢玄长姐谢道韫即为著名咏絮才女。
谢玄原配妻子为泰山羊氏族人，感情甚笃，曾有寄鱼的佳话流传。丧偶后，续娶谯国桓氏。谢玄嫡孙即为著名山水诗人谢灵运。謝靈運父親謝瑍痴愚，但謝靈運幼年即穎悟，人稱神童，謝玄覺得奇怪，曾說：「我乃生瑍，瑍那得生靈運！」，谢灵运出生时，正逢谢安、谢靖和谢玄幼子接连去世，因谢家人觉得子孙难得之故，特地将谢灵运送到道观中抚养。

### 早年
谢玄幼年随叔父谢安在东山隐居，以聪明灵慧深得谢安喜爱。谢安曾问他，「为什么人们总希望子弟们出色」，他回答说是，“譬如芝兰玉树，欲使其生于阶庭耳。”谢安又曾问他，《诗经》中最喜欢哪句，他回答说是“昔我往矣，杨柳依依；今我来思，雨雪霏霏。”被后世人认为是性情中人。
兴宁元年（363年）前后，谢玄出仕，入桓温幕府为司马，深得桓温器重，被认为是大将之才。宁康元年（373年）桓温去世后，他又入桓豁幕府。太元二年（377年），谢安因为北方边防问题，推荐他出任兖州刺史，镇守广陵，负责长江下游江北一线的军事防守。谢玄不负叔父重托，在广陵挑选良将，训练精兵，彭城刘牢之、东海何谦、琅邪诸葛侃、乐安高衡、东平刘轨、西河田洛、晋陵孙无终等骁勇之士皆被他招募到麾下，其中尤其以刘牢之最为勇悍，每每冲锋陷阵在前。谢玄又招募北方流亡民众，徐、兖人民纷纷应募入伍，从而建立了一支精良的部队——北府兵。

### 淮南之战
太元三年（378年）四月，前秦征南大将军苻丕率步骑7万人进攻襄阳。苻坚另派10万多人，分三路合围襄阳，总计投入兵力17万，车骑将军桓冲起兵应敌。朝廷下诏书令谢玄发三州人丁为支援部队。太元四年（379年）二月，襄阳陷落。秦将彭超围攻龙骧将军戴逯于彭城，秦晋淮南之战爆发。谢玄率东莞太守高衡、后军将军何谦前往援救，抵达泗口时，因城被围，无法通消息。小将田泓主动请求前往送信，他试图潜游泗水入城，不幸被捕获。田泓诈降，表明要向城中传话说“南军已败”，彭超便令他于城外喊话。田泓大喊道：“南军垂至，我单行来报，为贼所得，勉之！”，将援军的消息告知了城内孤军后被害。
谢玄打探得彭超将部下辎重留在留城，便佯装要派何谦等人进攻留城。彭超上当，还军于留城以保辎重。谢玄趁势派何谦轻军疾行，解了彭城之围。彭超失了彭城，打算再度进军南侵，秦将句难、毛当等率军自襄阳前来与彭超会合。彭超以六万人围幽州刺史田洛于三阿。征虏将军谢石率水军，右卫将军毛安之、游击将军河间王司马昙之、淮南太守杨广、宣城内史丘准等率陆军迎战。但盱眙城不久就陷落，高密内史毛藻战死，王安之等人大惊，各自率军散退，建康危急。谢玄于是自广陵起兵，进攻句难部队，其部将何谦此时已经解了彭城之围，遂派何谦进据白马，两军大战于白马，晋军战胜，并阵斩秦将都颜。谢玄乘胜进攻，又阵斩秦将邵保，彭超、句难败退。谢玄率部将何谦、戴逯、田洛追之，大破秦军于君川。谢玄帐下参军刘牢之破秦军浮桥及白船，督护诸葛侃、单父令李都又破秦军运输舰。句难等大败，向北逃窜，仅以身免，其部下十多万军队被全歼。谢玄因军功而进号冠军，加领徐州刺史，封东兴县侯，仍旧驻守广陵。

### 淝水之战
太元八年（383年），苻坚率兵抵达项城，号称百万大军大举南侵，派苻融等率27万人为先锋至颍口，梁成、王显等率五万人屯据洛涧。晋以谢玄为前锋、都督徐兖青三州、扬州之晋陵、幽州之燕国诸军事，与其叔父征虏将军谢石、从弟辅国将军谢琰、西中郎将桓伊、龙骧将军檀玄、建威将军戴熙、扬武将军陶隐等率八万北府兵抗敌。谢玄派广陵相刘牢之率五千精兵进攻洛涧，大破五万秦军，阵斩梁成梁云兄弟，生擒梁他、王显、梁悌、慕容屈氏等秦将，获得了大量军用物资。
苻坚闻讯，留六十万中军于项城，自己轻身赶赴寿阳指挥先锋部队，临淝水（今北淝河）列阵，使得谢玄部队无法渡水。谢玄派使者送信给秦军主将苻融道：“君远涉吾境，而临水为阵，是不欲速战。诸君稍却，令将士得周旋，僕与诸君缓辔而观之，不亦乐乎！”苻坚部下众将皆以为不可，不如阻晋军于淝水方才是万全之策。苻坚、苻融却觉得“半渡而击”，以27万对8万，也是成竹在胸。于是秦军缓缓后撤，谢玄率八千精兵迅速渡水，趁敌军中军后撤，仅前军扼守岸边的机会发动进攻，很快破却秦军扼守的前军，掩杀正在退却的中军主力，打乱了秦军队伍，又派朱序在後方擾亂秦軍軍心，大喊「秦兵敗矣」。使得苻坚无法有力约束部下，两军因而爆发大战，苻坚中箭，苻融战死，秦军失去指挥，四散奔逃，溃不成军。谢玄、谢琰率部乘胜追击，俘获苻坚所乘坐的云母车，服用礼器、各种军用物资器械以及珍宝无数，牛马驴骡骆驼十万余。
战后，谢玄被下诏书赐予前将军、假节之位，他在叔父谢安授意下，为了照顾到桓氏的情绪，坚决推让，并服从了叔父安排，将荆江两州刺史职位拱手让给了桓氏子弟。

### 北伐

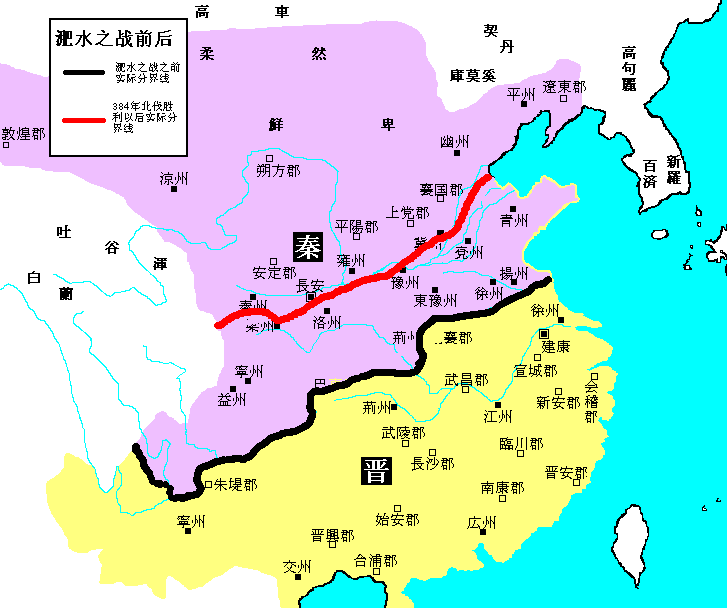
淝水之战到北伐时期的南北形势图，图中黑线为淝水之战之前双方实际控制区域分界线，红线为北伐胜利到谢安去世时期的双方实际控制区域分界线

太元九年（384年），谢玄率军北伐，自广陵北上，一路攻克鄄城、广固等地，并修青州派以通粮草，招降苻朗、苻丕等，收复了兖州、青州、司州、豫州四州。谢玄被加封为都督徐、兖、青、司、冀、幽、并七州军事，晋封康乐县公，其原先东兴侯爵位被转封谢玄侄儿谢珫，为豫宁伯。至此，东晋收回了黄河以南故土，将战线北推到黄河一带。
谢玄继续北上，收复河北部分土地。但朝中借口征战太久，应该巩固战线（实际上是司马道子为了专权，排挤谢安，不希望看到谢玄立下太多战功），令谢玄撤回淮阴镇守。不久河北大叛乱，北伐结束。

### 隐退，去世
太元十年（385年）八月谢安病重，于二十二日病逝建康，谢玄兄长谢靖也在此时去世，谢玄自己出生不久的幼子也在襁褓之中夭折。
太元十二年（387年），朝廷征谢玄为会稽内史，以朱序为青﹑兖二州刺史，代玄镇广陵。谢玄从此失去对北府兵的领导权。
太元十三年正月丙午（388年2月8日），谢玄病逝于会稽内史任上，年仅四十六岁。追赠车骑将军、开府仪同三司，谥号为“献武”。

## 民間信仰
謝玄聖誕紀念日各地亦不同，多在農曆四月底至五月初之間。主祀廟宇有台南西港烏竹林廣慈宮、台南永康西勢廣興宮、台南佳里南勢九龍殿、台南永康大灣廣護宮、台南安南區下什份塭聖安宮、台南市北區大港療大興宮、高雄茄萣崎漏正順廟、高雄楠梓右昌元帥府、高雄燕巢滾水觀水宮、高雄大寮前庄元帥廟等等，但其信仰卻主要集中於大台南市。而配祀謝府元帥者，以臺南學甲慈濟宮較為著名，其餘亦有屏東市慈鳳宮，高雄市內門區乾清宮等。

## 逸闻

### 叔侄之间
谢玄幼年由谢安抚养，两人感情深厚，《世说新语》中记载了大量他们叔侄间的事迹。谢安曾取笑谢玄“前倨后恭”，谢玄也曾毫不客气的当谢安面批评叔父谢万“衿抱未虚”。
谢安与谢玄为陈郡谢氏的重要人物，谢安去世不久，谢玄也病重去世，谢家门户虽然还在，但影响力已衰弱不如前。

### 姐弟之间
谢玄长姐谢道韫为谢家杰出人物，时人比之于竹林七贤，谢玄非常敬重她。谢道韫出嫁之后，对弟弟要求依然非常严苛，曾痛言责问他道：“你怎么还是不长进，是俗事費心还是天賦有限？”谢玄曾写信与她道“此二日东行，游步园中，已极有任家湖形模也。姊相瞩此，亦有所散。”此文被收入《全晋文》中，为谢玄少数几篇留下来的文字之一。

### 钓鱼

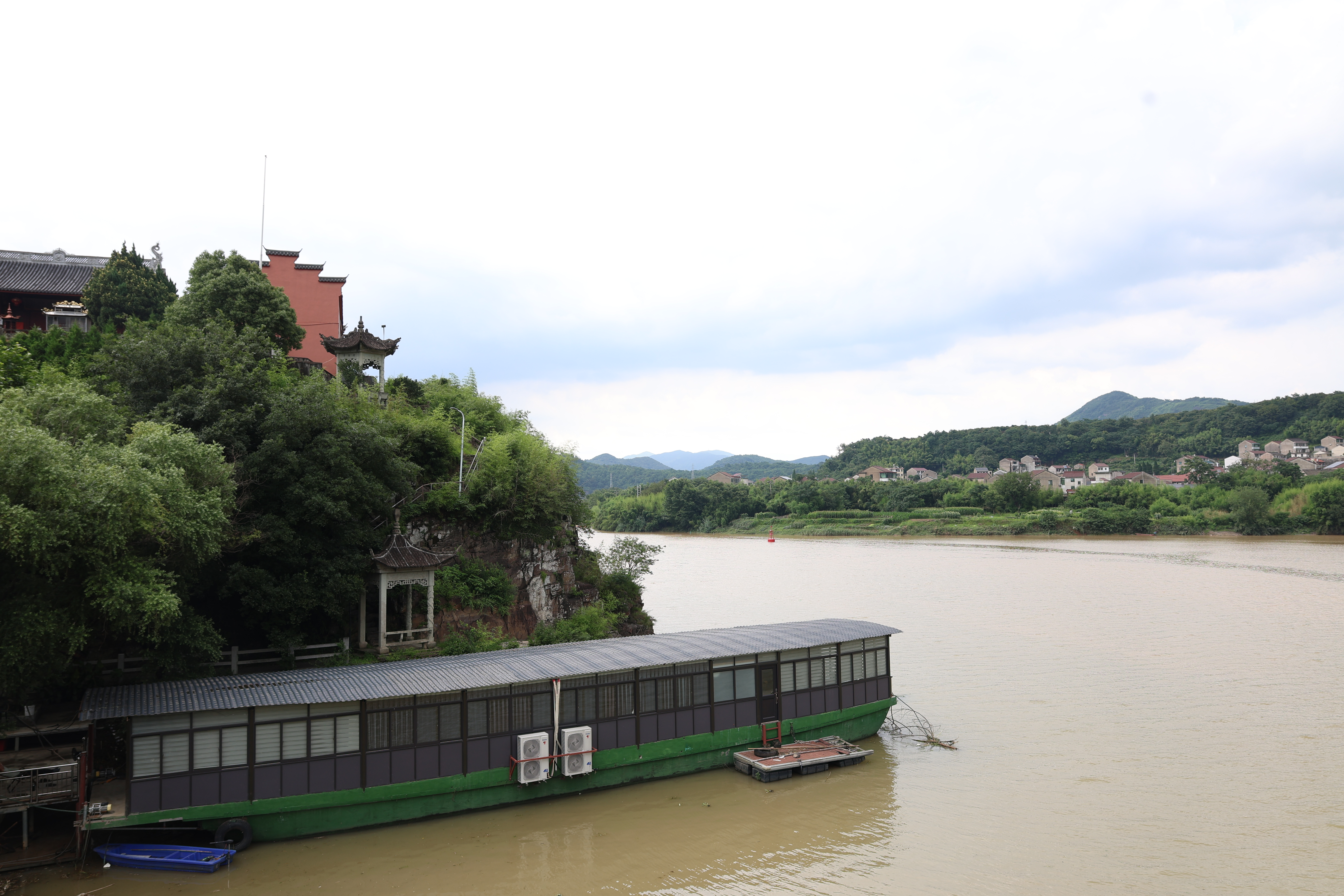
謝玄釣魚處。在今嵊州市三界鎮嶀浦村。水潭名嶀浦潭。

谢玄酷爱钓鱼，每每钓鱼大有收获，则做成腌鱼送给亲友，《全晋文》收入他十篇文字中，竟然有四篇都与钓鱼有关。他也曾因此被王珉取笑为“吴兴溪水中钓鱼的羯奴”。
- 《与兄书》『居家大都无所为，正以垂纶为事，足以永日。北固下大鲈，一出钓得四十七枚。』[10]
- 《又与兄书》『昨日疏成後出钓，手所获鱼，以为二坩鲝，今奉送。』[10]
- 《与妇书》『昨出钓，获鱼，作一坩鲝。今奉送』[11]
- 《书》『奉粮穀十斛，是钓池上之所种。』[12]

## 延伸阅读
[在维基数据编辑]
 《晉書·卷079》，出自房玄齡《晉書》
 在维基共享资源阅览影像